# Rue Robert-Wlérick
La rue Robert-Wlérick est une voie de circulation de la commune de Mont-de-Marsan, dans le département français des Landes.

## Présentation
Cette artère, longue de 78 mètres, est située dans le centre-ville de Mont-de-Marsan. Historiquement, elle est l'une des toutes premières rues de la cité castrale, reliant en ligne droite l'ancien château vicomtal à l'église de la Madeleine.

### Situation et accès
La rue joint la place Abbé-Bordes à l'est à la place Charles-de-Gaulle à l'ouest. Elle rencontre la rue Laubaner au nord.

### Nom
Elle porte le nom de Robert Wlérick par décision du conseil municipal du 10 mars 1958, rendant ainsi hommage à l'artiste né au nº 7 de cette voie le 13 avril 1882.
Avant cela, depuis le XVIIIe siècle, elle prend successivement les noms de rue du Château Vieux, puis rue du Prétoire car la prison et le tribunal sont installés durant l'Ancien Régime dans l'ancien château, rue de la Magdelaine en 1806, rue de l'Église en 1811, de nouveau rue du Château Vieux en 1813, rue Thiers en 1884, encore rue du Château Vieux en 1894, rue Président-Wilson en 1918 en souvenir du président des États-Unis Woodrow Wilson.

### Historique
Moyen Age
Au moment de la fondation de Mont-de-Marsan entre 1133 et 1141 par Pierre de Marsan, la cité castrale se limite au bourg englobant le château vicomtal situé à l'emplacement de l'actuel théâtre de Mont-de-Marsan et l'église de la Madeleine, reliés entre eux par l'actuelle rue Robert-Wlérick. Ce noyau prendra ultérieurement le nom de Bourg-Vieux pour le distinguer des faubourgs qui s'agglomèreront successivement à la cité sous le nom de Bourg-Neuf ou Bourg de la Grande Fontaine.
XVIIIe siècle
À la fin du XVIIIe siècle est fondé au n° 3 un établissement hôtelier qui prend successivement les noms d'auberge de l'Etoile d'Or à l'Aigle Impérial, hôtel des Diligences, au Palais Royal hôtel des Diligences, l'hôtel de France. De nos jours, il s'agit de l'hôtel Richelieu, dirigé dans la première moitié du XXe siècle par le maître d'hôtel Paul Saint-Martin, cuisinier d'exception surnommé le « Vatel landais », qui publie en 1937 « ses meilleures recettes de cuisine ».
XIXe siècle
En 1811, la rue est sur le parcours de la route impériale no 11 entre  Bordeaux et Bayonne. En 1824, lors de la renumérotation des routes, ce tracé reçoit le nom de route nationale 10. À Mont-de-Marsan, la route arrivant de Roquefort passe par l'actuelle rue Victor-Hugo, la place Abbé-Bordes, la rue Robert-Wlérick, la place Charles-de-Gaulle, avant de traverser l'actuel pont Gisèle-Halimi, d'emprunter la section de l'actuelle rue Léon-Gambetta située au nord du carrefour des Quatre-Cantons, de passer par la rue Frédéric-Bastiat, le nord de l'actuelle place Joseph-Pancaut, l'actuelle rue Maréchal-Bosquet et de quitter la ville par le quartier de Rigole sur la rive gauche de la Midouze en direction de Tartas, Dax et Bayonne.
XXe siècle
À l'occasion de la venue du Président de la République Raymond Poincaré à Mont-de-Marsan pour les fêtes présidentielles du 6 octobre 1913, le peintre Jean Henri Tayan réalise une grande toile de fond tendue au carrefour de l'église de la Madeleine représentant la forêt des Landes devant laquelle des gemmeurs en habit miment leur travail de pique, des bergers landais surveillent leur troupeau tandis que des musiciens jouent de la boha en habit traditionnel.
Au début de l'Occupation de la ville le 27 juin 1940, l'hôtel Richelieu est réquisitionné, comme d'autres établissements (hôtel de France au n°1 place Saint-Roch, hôtel Pyrénées) et sert de cantonnement aux officiers allemands. La libération de Mont-de-Marsan a lieu le 21 août 1944, avec a bataille du pont de bats.

## Bâtiments remarquables et lieux de mémoire
Photos actuelles

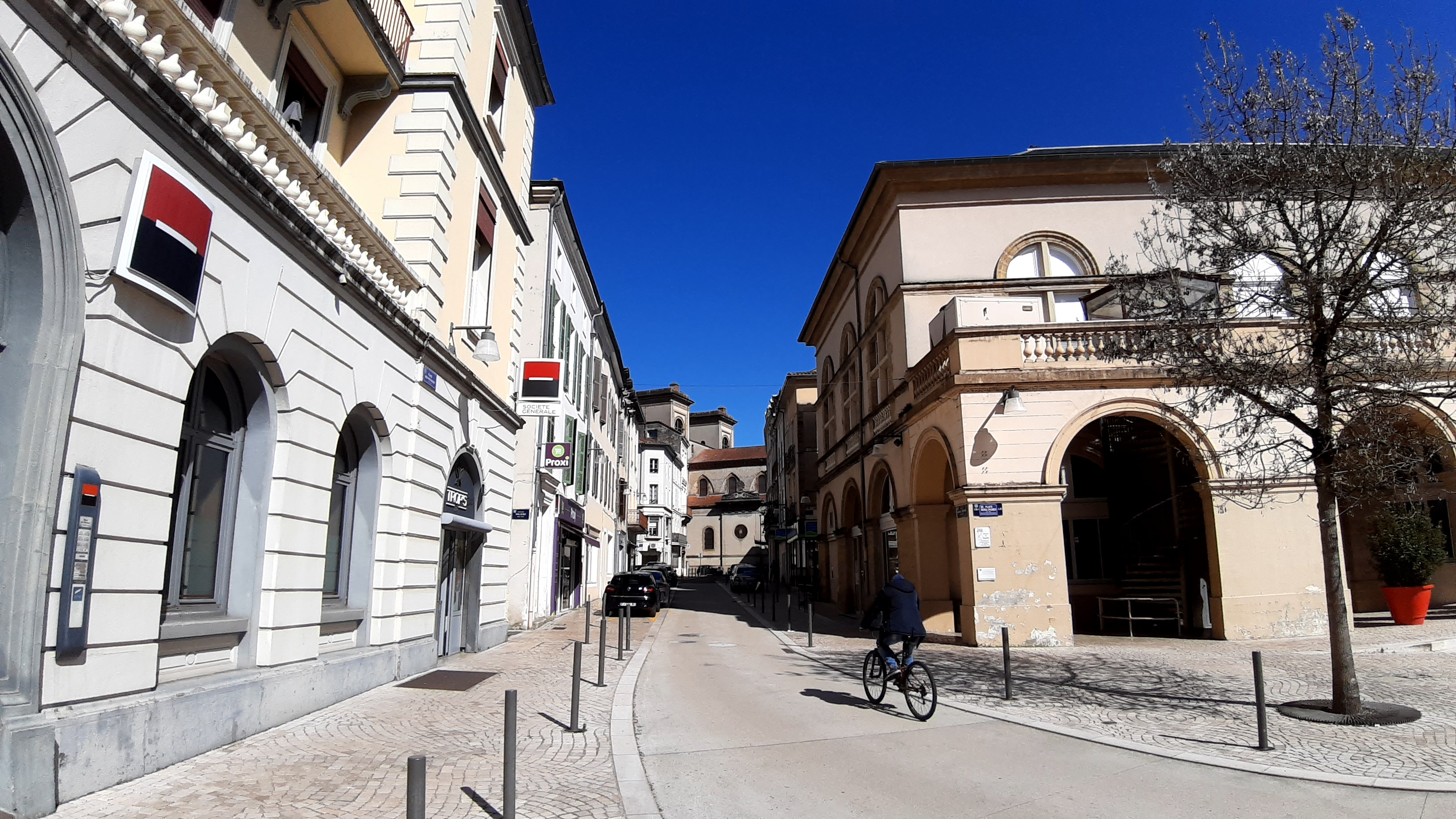
Rue Robert-Wlérick, vue de la Société Générale (à gauche) et du théâtre municipal (droite). Église de la Madeleine en arrière-plan.
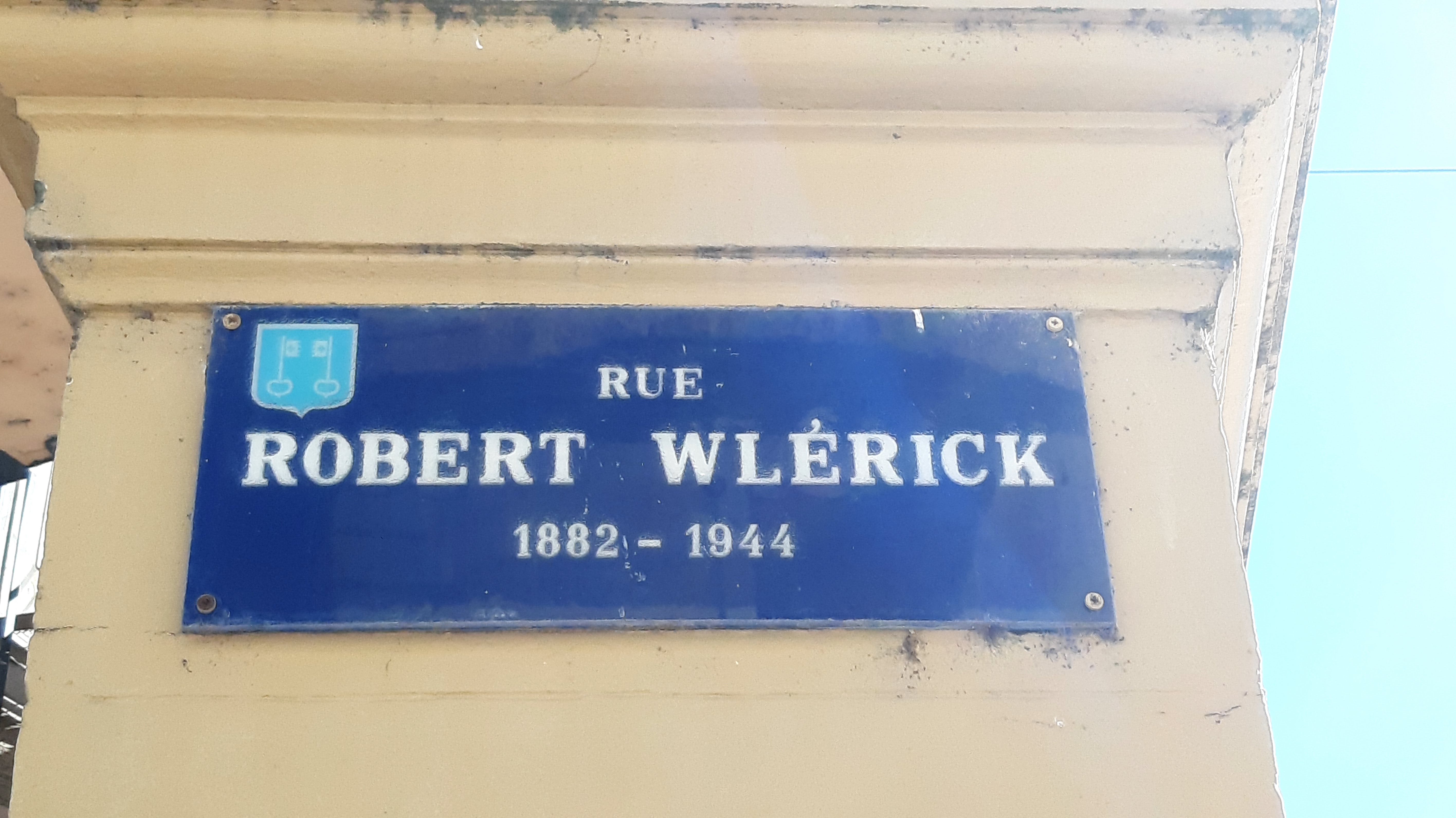
Panneau de rue orné du blason de Mont-de-Marsan.
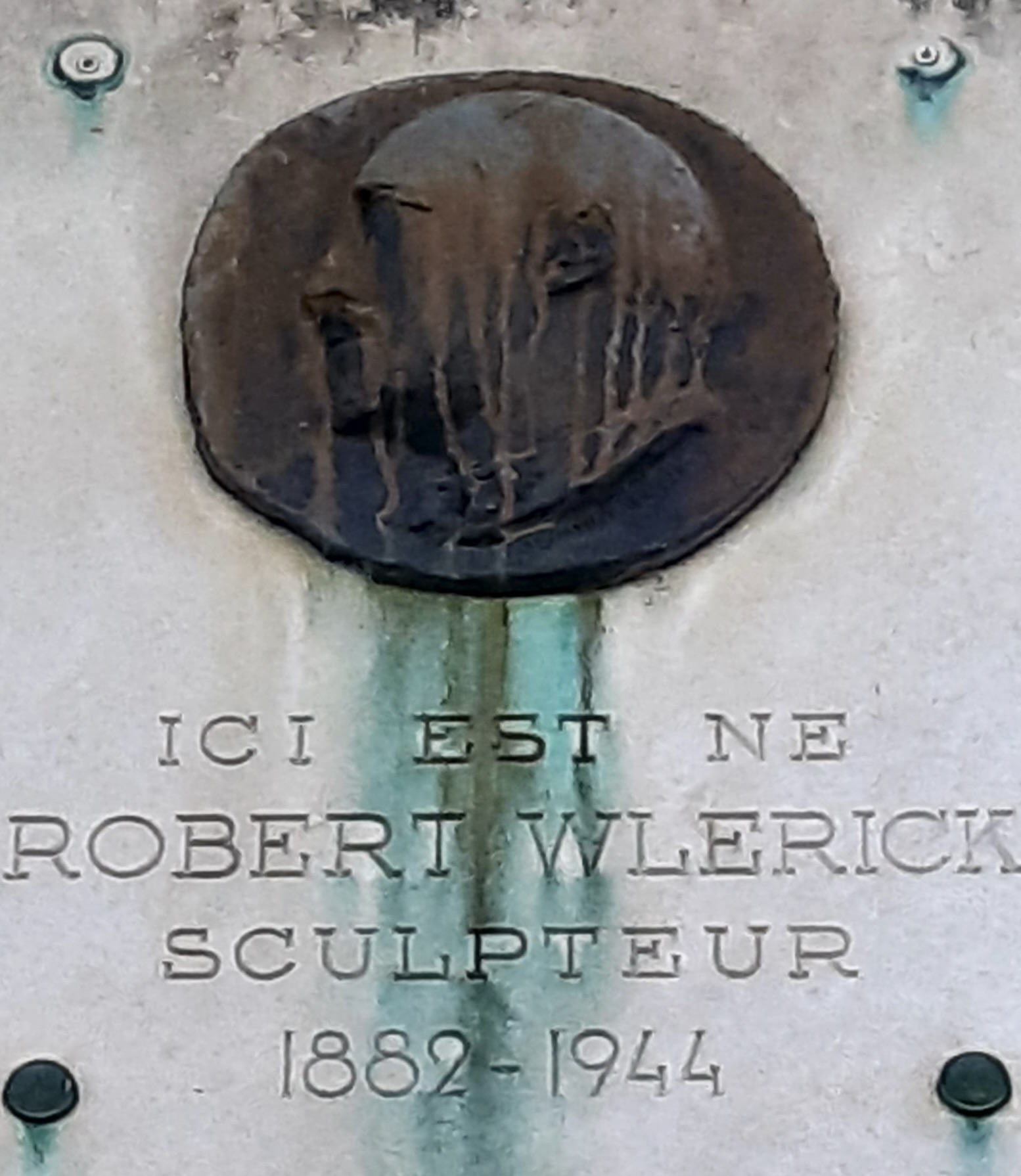
Médaillon réalisé par Raymond Martin ornant la façade de la maison de naissance de Robert Wlérick au n°7.

Photos anciennes

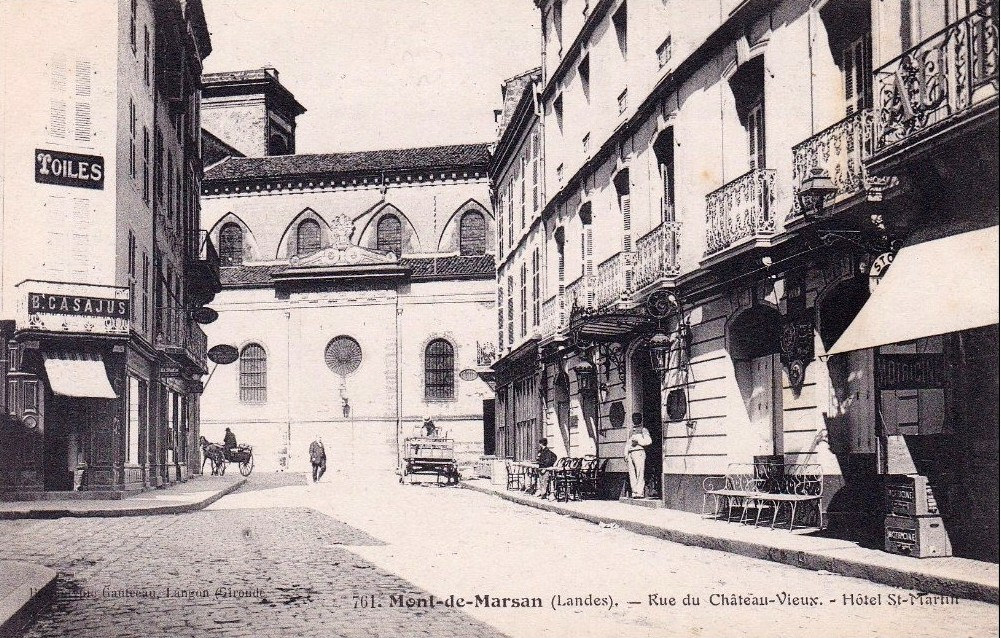
Photo ancienne de l'hôtel Richelieu Saint-Martin, 3 rue du Château-Vieux (avant 1918). L'église de la Madeleine est en arrière-plan.
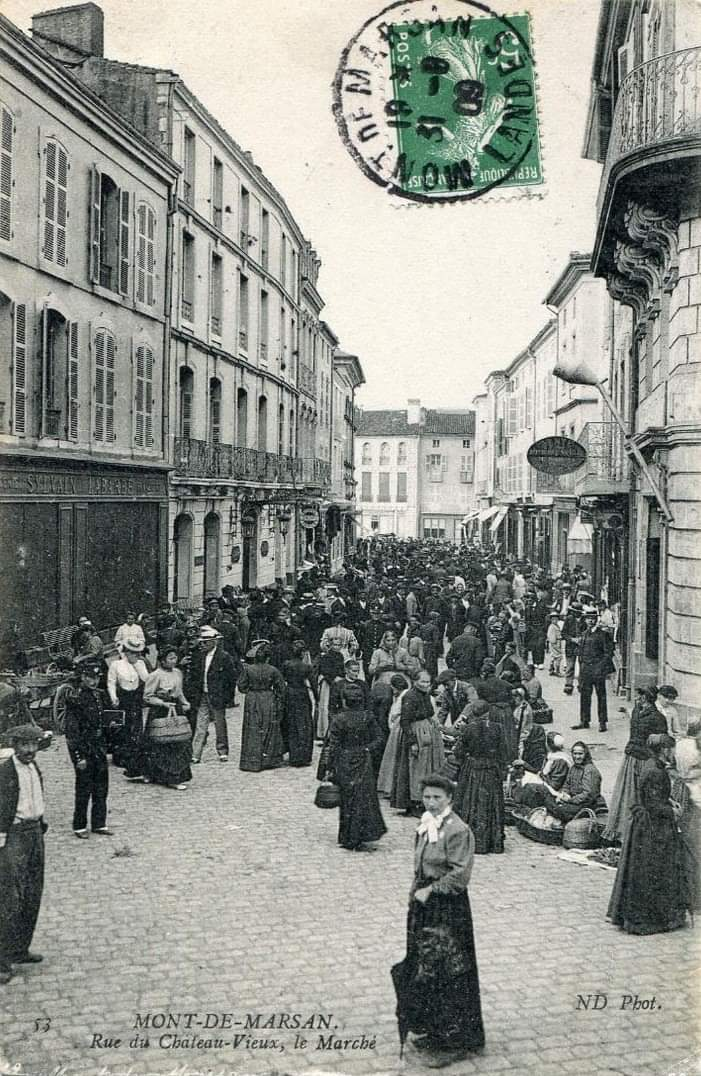
Le marché hebdomadaire en plein air sur l'actuelle place Charles de Gaulle se prolongeait sur la rue du Château-Vieux.
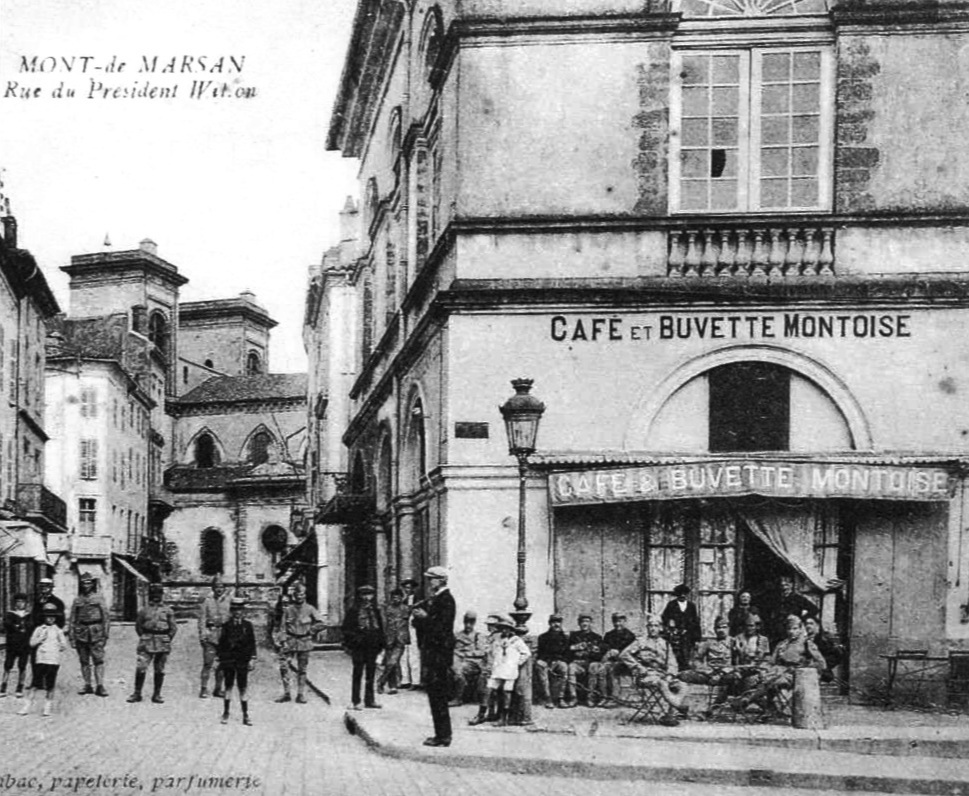
Rue Président-Wilson (après 1918).